# Bluff Limbo
Bluff Limb è il secondo album di Mike Paradinas e Francis Naughton, pubblicato nel 1994 dalla Rephlex Records con lo pseudonimo di µ-Ziq.

## Tracce

### CD1
1. Hector's House – 4:26
2. Commemorative Pasta – 4:37
3. Gob Bots – 4:50
4. The Wheel – 6:15
5. 27 – 1:18
6. Metal Thing #3 – 5:51
7. Twangle Frent – 7:06
8. Make It Funky – 4:38
9. Zombies – 5:17

### CD2
1. Riostand – 6:18
2. Organic Tomato Yoghurt – 3:58
3. Sick Porter – 5:15
4. Sick Porter – 7:38
5. Dance #2 – 5:46
6. Nettle + Pralines – 6:29
7. Ethereal Murmurings – 10:20